# Oswald Holmberg
Torsten Oswald Magnus Holmberg (* 17. Juli 1882 in Malmö; † 11. Februar 1969 ebenda) war ein schwedischer Turner und Tauzieher.

## Erfolge
Oswald Holmberg war 1906 Teilnehmer bei den Olympischen Zwischenspielen in Athen und gewann mit der schwedischen Mannschaft hinter den Mannschaften des Deutschen Reichs und Griechenlands die Bronzemedaille im Tauziehen. Holmberg, der für den Verein Stockholms GF turnte, nahm zwei Jahre darauf in London auch an den Olympischen Spielen 1908 teil und trat dort im Turnen im Mannschaftsmehrkampf an, einem der beiden Wettkämpfe im Geräteturnen. Die Turnriegen bestanden aus 16 bis 40 Turnern und es war innerhalb von 30 Minuten Wettkampfzeit eine Gesamtpunktzahl von 480 Punkten möglich. Der Wettbewerb bestand aus einer Gruppenübung mit und ohne Turngeräte, die innerhalb von 30 Minuten absolviert werden musste. Insgesamt waren acht Mannschaften mit in Summe 254 Turnern am Start. Eine Mannschaft musste dabei aus 16 bis 40 Turnern bestehen. Jeder der drei Kampfrichter vergab ein Maximum von 160 Punkten (40 für das Auftreten, 60 für die Ausführung und 60 für die Schwierigkeit). Dabei wurden Stil, Schwierigkeit, Vielseitigkeit und Gesamteindruck für die Wertung berücksichtigt. Mit der schwedischen Mannschaft gewann Holmberg mit 438 Punkten vor Norwegen, dessen Turner auf 425 Punkte kamen, und Finnland mit 405 Punkten die Goldmedaille und wurde somit Olympiasieger. Zur Mannschaft gehörten neben ihm und seinen Brüdern Arvid und Carl Holmberg noch Gösta Åsbrink, Carl Bertilsson, Hjalmar Cedercrona, Andreas Cervin, Rudolf Degermark, Carl Folcker, Sven Forssman, Erik Granfelt, Carl Hårleman, Hugo Jahnke, Johan Jarlén, Nils Robert Hellsten, Gunnar Höjer, Gustaf Johnsson, Rolf Johnsson, Sven Landberg, Olle Lanner, Axel Ljung, Nils von Kantzow, Osvald Moberg, Carl Norberg, Erik Norberg, Tor Norberg, Axel Norling, Daniel Norling, Gustaf Olson, Leonard Peterson, Sven Rosén, Gustaf Rosenquist, Axel Sjöblom, Birger Sörvik, Haakon Sörvik, Karl-Johan Svensson, Karl-Gustaf Vingqvist und Nils Widforss.
Bei den Olympischen Spielen 1912 in Stockholm gehörte Holmberg erneut zur schwedischen Turnriege im Mannschaftswettbewerb, der nach dem sogenannten schwedischen System ausgetragen wurde. Dabei traten insgesamt drei Mannschaften an, die erneut aus 16 bis 40 Turnern bestehen und während eines diesmal einstündigen Wettkampfs gleichzeitig antreten mussten. Es wurden die Ausführungen der geturnten Übungen an den Geräten bewertet, aber auch das Verlassen und der Wechsel der Geräte sowie der Einmarsch zu Beginn. Das Gesamtergebnis war ein Durchschnittswert der Ergebnisse aller Turner. Neben den Schweden traten auch Turnriegen aus Norwegen und Dänemark an. Mit 937,46 Punkten setzten sich die Schweden deutlich gegen ihre Konkurrenten durch: Die Dänen erzielten 898,84 Punkte und belegten damit vor den drittplatzierten Norwegern mit 857,21 Punkten den zweiten Platz. Holmberg sicherte sich damit zusammen mit Per Bertilsson, Carl-Ehrenfried Carlberg, Boo Kullberg, Nils Granfelt, Curt Hartzell, Anders Hylander, Axel Janse, Sven Landberg, Per Nilsson, Benkt Norelius, Axel Norling, Daniel Norling, Sven Rosén, Nils Silfverskiöld, Carl Silfverstrand, John Sörenson, Yngve Stiernspetz, Karl-Erik Svensson, Karl-Johan Svensson, Knut Torell, Edward Wennerholm, Claës-Axel Wersäll und David Wiman eine weitere Goldmedaille.
Holmberg, Sohn eines Kaufmanns, studierte Jura in Lund und absolvierte die Militärakademie in Kristianstad. Er verließ das Militär im Rang eines Majors und arbeitete anschließend als Turnlehrer, worüber er auch mehrere Bücher schrieb.